# أنيه غرانوفسكي
أنيه غرانوفسكي (بالفرنسية: Anais Granofsky)‏ وهي ممثلة وكاتبة سيناريو ومنتجة ومخرجة كندية ولدت في يوم 14 مايو 1973 في مدينة تورونتو في أونتاريو في كندا، مثلت في مسلسل Degrassi Junior High وفي مسلسل Degrassi High، والدتها هي أفريقية سوداء ووالدها روسي يهودي.

## روابط خارجية
- أنيه غرانوفسكي على موقع IMDb (الإنجليزية)
- أنيه غرانوفسكي على موقع ألو سيني (الفرنسية)
- أنيه غرانوفسكي على موقع أول موفي (الإنجليزية)
- أنيه غرانوفسكي على موقع قاعدة بيانات الأفلام السويدية (السويدية)
- أنيه غرانوفسكي على موقع قاعدة بيانات الفيلم (الإنجليزية)
- أنيه غرانوفسكي على موقع كينوبويسك (الروسية)